# Helwigacris
Helwigacris is een geslacht van rechtvleugeligen uit de familie Lentulidae. De wetenschappelijke naam van dit geslacht is voor het eerst geldig gepubliceerd in 1944 door Rehn.

## Soorten
Het geslacht Helwigacris  is monotypisch en omvat slechts de volgende soort:
- Helwigacris insolita (Rehn, 1944)